# Ecomuseo Valli Oglio Chiese
L'Ecomuseo Valli Oglio Chiese è un ecomuseo della provincia di Mantova, nato con lo scopo di documentare, conservare e valorizzare la memoria storica e l’identità del territorio nelle sue manifestazioni materiali ed immateriali. È riconosciuto dalla legge regionale della Lombardia del 12 luglio 2007 n. 13 “Riconoscimento degli ecomusei per la valorizzazione della cultura e delle tradizioni locali ai fini ambientali, paesaggistici, culturali, turistici ed economici”.

## Promotori
- Comune di Canneto sull'Oglio
- Associazione Ecologica Museo Oglio Chiese

## Percorsi
- Origine del territorio. La pianura fluviale
- I fossili del fiume Oglio. Il fiume archivio della memoria
- Origine degli insediamenti
- Argilla materia prima della Pianura Padana
- Il fiume autostrada dell'antichità
- Le erbe commestibili
- La fauna dell'Ecomuseo
- Tecniche di caccia e pesca
- Miti e riti nella tradizione popolare
- Il costume nella tradizione popolare
- Dalla palude al vivaio
- Casa e bottega
- Le tradizioni del giocattolo fatto in casa
- Le origini del giocattolo artigianale e industriale
- La moda e i suoi accessori. La moda e la bambola

## Comuni di riferimento
- Acquanegra
- Bozzolo
- Canneto sull'Oglio
- Calvatone
- Casalromano
- Drizzona
- Fiesse
- Isola Dovarese
- Marcaria
- Ostiano
- Pessina Cremonese
- Piadena
- Volongo

inoltre Parco Oglio Sud

## Musei del territorio
- Museo civico Goffredo Bellini ad Asola
- Ecomuseo tra il Chiese, il Tartaro e l'Osone